# NGC 3828
NGC 3828 (również PGC 36376) – galaktyka spiralna (S), znajdująca się w gwiazdozbiorze Lwa. Odkrył ją Guillaume Bigourdan 28 marca 1886 roku. Jest to galaktyka z aktywnym jądrem typu LINER.